# 5年後
『5年後』（ごねんご）は、1992年10月から1993年3月までフジテレビの深夜番組放送枠『JOCX-TV2』 (JUNGLE) で木曜日に放送されていたバラエティ番組である。

## 概要
1993年から1997年までの「5年間」を、実際の計画による予測および確定した予定と勝手な推測を合わせながら映像で紹介していた深夜番組である。1997年10月から1998年3月に『5年前』という番組を放送しているという設定になっていた。毎週、あるテーマについて「テーマ別検証」として取り上げ、他の予測よりも細かく検証して予測していた（実際に予定されているものには「Real Information」と表示されていた）。年別検証では、社会、自然、エンタテイメント、スポーツ、レジャーの分野にわけて紹介した。放送時間は、制作局フジテレビにおいては木曜深夜26:10 - 26:40（金曜2:10 - 2:40）が中心だった。
オープニングでは、5年後の『朝日新聞』という設定（題字が変わっているが、実現していない。ここでの題字は『毎日新聞』が1991年から採用しているものをパロディーにしたものだった。ただ、21世紀に入ってから記事の文字拡大の傾向により、題字と日付の欄は、毎日新聞のサイズほどの幅に広がってはいる）の新聞が出てきて「きんさんぎんさん105歳に！」などの記事が目立ち、テレビ欄の『5年前』のところがアップになって『5年後〜FIVE YEARS AFTER』のタイトルが出る。テーマ曲としてグスターヴ・ホルストの『木星』が使用されていた。
フジテレビにはかつて『マーケティング天国』、『カノッサの屈辱』、『TVブックメーカー』という「マーケット3部作」が存在しており、関連性が強い。現に、司会の牧原は『カノッサの屈辱』ではナレーター、『TVブックメーカー』では進行役、ナレーターの城ケ崎も『マーケティング天国』の司会進行に携わっていた。ただし、この3番組に携わったホイチョイ・プロダクションズは、当番組には関わっていない。

## 主な予測
バブル景気の崩壊直後であり、おもに明るい話題（早期に経済が立ち直るなど）を提供しようとしていた。
- オープニング検証
- テーマ別検証
- 流行語大賞
- エンディング検証

### 的中した予測
- アルコールの回のエンディングに出てきた缶入り水割り（放送直後に実際にサントリーから発売された）や、電話の回の小学生の携帯電話所持など実現したものもあった。なお、AVの回で取り上げられた『CD-I』は現在DVDに形を変えて実現している。

### 外れた予測
- 「欧州連合は統合失敗」という大胆な予測が外れた。しかし、番組終了から23年後のイギリスの欧州連合離脱是非を問う国民投票では離脱が多数となり、イギリスは2020年1月31日に離脱を果たした。

## 各放送回
| #  | 放送日         | テーマ                 | 備考                                                                 |
| -- | -------------- | ---------------------- | -------------------------------------------------------------------- |
| 1  | 1992年10月15日 | 自動車業界             |                                                                      |
| 2  | 1992年10月22日 | フード業界             |                                                                      |
| 3  | 1992年10月29日 | AV業界                 |                                                                      |
| 4  | 1992年11月5日  | 旅行業界               |                                                                      |
| 5  | 1992年11月12日 | アルコール業界         |                                                                      |
| 6  | 1992年11月19日 | 学校                   |                                                                      |
| 7  | 1992年11月26日 | ファッション業界       |                                                                      |
| 8  | 1992年12月3日  | 電話                   |                                                                      |
| 9  | 1992年12月10日 | クリスマス             |                                                                      |
| 10 | 1992年12月17日 | 遊びの5年前            | 年末スペシャル。「旅行」「アルコール」「ファッション業界」の総集編。 |
| 11 | 1993年1月7日   | テクノロジーの1993→8年 | 「自動車」「AV機器」「電話」の総集編。                               |
| 12 | 1993年1月14日  | スポーツ               |                                                                      |
| 13 | 1993年1月21日  | 結婚                   |                                                                      |
| 14 | 1993年1月28日  | フード業界             | 第2回の再放送。                                                      |
| 15 | 1993年2月4日   | 家電                   |                                                                      |
| 16 | 1993年2月11日  | 年別検証・1994年       |                                                                      |
| 17 | 1993年2月25日  | 年別検証・1995年       |                                                                      |
| 18 | 1993年3月4日   | 年別検証・1996年       |                                                                      |
| 19 | 1993年3月11日  | 年別検証・1997年       |                                                                      |
| 20 | 1993年3月18日  | 年別検証・1993年       | 最終回。                                                             |

## 出演者
- 牧原俊幸（当時フジテレビアナウンサー、進行役）
髭を蓄えており、フリーアナウンサーになっているという設定であった。実際の牧原は2018年までフジテレビに在職（最終経歴はアナウンス室専任局長）し、同年7月31日付で定年退職したことでフリーへ転身している[1]。
- 城ヶ崎祐子（当時フジテレビアナウンサー、ナレーション）

## 制作スタッフ
- 企画：小川晋一（フジテレビ）、鈴木吉弘（フジテレビ）
- 構成：小山薫堂
- 未来予測：川井凡、永弘道
- 音効・選曲：角千明（プロジェクト80）
- 編集：薗部健（当時TDKコア）
- グラフィックデザイン：下村哲也、阿部依久子、宮田弘美、渡辺雅美（プロメット）
- タイトルロゴ：岸和弘
- 演出：田中経一
- アシスタントプロデューサー：藤井則子（ZION）
- プロデューサー：古賀憲一（日本テレワーク）、西山雅庸（ZION）[2]
- 制作協力：日本テレワーク
- 制作著作：フジテレビ

## その他
- オープニングの新聞には「大洋優勝」の文字が踊っていた（放送開始翌月に横浜ベイスターズと改名、同時に新聞の見出しも改められた）が、1997年は惜しくも優勝を逃した（翌1998年に38年ぶりの日本一）。[3]
- AV業界の回に出てきた新聞では、テレビドラマ『水戸黄門』最終回の水戸光圀役は里見浩太朗となっていたが、実際に第31部（2002年開始）から光圀役を務め、そのまま地上波版はシリーズ終了を迎えた。

## ネット局
- フジテレビ（制作局）：金曜（木曜深夜）2:10 - 2:40
- 北海道文化放送：金曜（木曜深夜）0:40 - 1:10[4]
- 長野放送：水曜（火曜深夜）1:00 - 1:30[5]
- 東海テレビ：日曜（土曜深夜）2:15 - 2:45頃（放送枠『スーパーサタデー25』内での放送。本番組の放送の無い日あり）[6]
- 岡山放送：金曜（木曜深夜）1:25 - 1:55（放送枠『ミッドナイトアクセス』内での放送）[7]
- テレビ新広島：金曜（木曜深夜）1:20 - 1:50 （1993年1月21日放送開始）[8]
- サガテレビ：火曜（月曜深夜）0:35 - 1:05[9]
- 沖縄テレビ：日曜（土曜深夜）1:50 - 2:20 （1993年1月16日放送開始）[10]